# Cerro Bolados
El cerro Bolados  es una montaña en el límite entre Argentina y Chile en el campo de hielo patagónico sur la cual tiene una altitud de 2858 metros sobre el nivel del mar y 339 metros sobre el terreno circundante. Su base tiene aproximadamente 1,3 km de ancho.
Forma parte del parque nacional Bernardo O'Higgins en su lado chileno y del parque nacional Los Glaciares en su lado argentino, administrativamente se encuentra en la región de Magallanes y de la Antártica Chilena en su lado chileno y en la provincia de Santa Cruz en el argentino.
El terreno alrededor de Cerro Bolados es montañoso en el sureste, pero en el noroeste es montañoso. El lugar más alto en el área es cerro Bertrand, 3.270 metros sobre el nivel del mar, 11,7 km al norte de Cerro Bolados. Residen menos de 2 personas por kilómetro cuadrado alrededor de Cerro Bolados, no hay poblados alrededor.
El cerro Bolados está cubierto de hielo casi completamente. El clima es ártico. La temperatura media es de -9 °C. El mes más cálido es febrero, a -2 °C, y el más frío es junio, a -14 °C. Cerro Bolados está situado al norte de cerro Onelli Norte.